# Hemotoxina
Las hemotoxinas, haemotoxinas o hematotoxinas son toxinas que destruyen glóbulos rojos de la sangre (es decir, producen hemólisis), interrupción del flujo sanguíneo por coagulación, y/o producen degeneración de órganos y daño generalizado en los tejidos. El término hemotoxina es en algún grado erróneo dado que las toxinas que dañan la sangre también dañan otros tejidos. Las heridas de un agente hemotóxico son, a menudo, dolorosas y pueden causar un daño permanente. La pérdida del miembro afectado es una posibilidad aun cuando el tratamiento sea inmediato.
Las hemotoxinas las emplean frecuentemente los animales venenosos, incluyendo las serpientes. Los venenos de animales contienen enzimas y otras proteínas que son hemotóxicas o neurotóxicas u ocasionalmente tienen ambos (como en la serpiente de cascabel del Mojave y especies similares). Además para matar la presa, parte de la función de un veneno hemotóxico en algunos animales es para ayudar la digestión. El veneno destruye  las proteínas en la región de la mordida, haciendo a la presa más fácilmente digerible.
El proceso por el cual una hemotoxina produce la muerte es mucho más lento que el de una neurotoxina. Las serpientes que envenenan una presa puede tener que seguir a la presa mientras esta huye. Típicamente, un mamífero dejará de huir no por causa de la muerte, sino debido al choque causado por la mordida 'venenosa’. Dependiendo del tamaño de la especie, localización de la mordida y la cantidad de veneno inyectado, los síntomas en humanos tales como náuseas, desorientación, y dolor de cabeza pueden tardar varias horas en aparecer.
Las hemotoxinas se usan en los estudios de diagnóstico del sistema de coagulación. El anticoagulante lúpico se detecta por cambios en el ensayo del veneno de la víbora de Rusell diluido (DRVVT), el cual es un ensayo de laboratorio que se basa en —como su nombre lo indica— el veneno de la víbora de Russell.